# Atthaphan Phunsawat
 (janvier 2022).
 (janvier 2022).
La mise en forme du texte ne suit pas les recommandations de Wikipédia : il faut le « wikifier ».
Les points d'amélioration suivants sont les cas les plus fréquents. Le détail des points à revoir est peut-être précisé sur la page de discussion.
- Les titres sont pré-formatés par le logiciel. Ils ne sont ni en capitales, ni en gras.
- Le texte ne doit pas être écrit en capitales (les noms de famille non plus), ni en gras, ni en italique, ni en « petit »…
- Le gras n'est utilisé que pour surligner le titre de l'article dans l'introduction, une seule fois.
- L'italique est rarement utilisé : mots en langue étrangère, titres d'œuvres, noms de bateaux, etc.
- Les citations ne sont pas en italique mais en corps de texte normal. Elles sont entourées par des guillemets français : « et ».
- Les listes à puces sont à éviter, des paragraphes rédigés étant largement préférés. Les tableaux sont à réserver à la présentation de données structurées (résultats, etc.).
- Les appels de note de bas de page (petits chiffres en exposant, introduits par l'outil «  Source ») sont à placer entre la fin de phrase et le point final[comme ça].
- Les liens internes (vers d'autres articles de Wikipédia) sont à choisir avec parcimonie. Créez des liens vers des articles approfondissant le sujet. Les termes génériques sans rapport avec le sujet sont à éviter, ainsi que les répétitions de liens vers un même terme.
- Les liens externes sont à placer uniquement dans une section « Liens externes », à la fin de l'article. Ces liens sont à choisir avec parcimonie suivant les règles définies. Si un lien sert de source à l'article, son insertion dans le texte est à faire par les notes de bas de page.
- La présentation des références doit suivre les conventions bibliographiques. Il est recommandé d'utiliser les modèles {{Ouvrage}}, {{Chapitre}}, {{Article}}, {{Lien web}} et/ou {{Bibliographie}}. Le mode d'édition visuel peut mettre en forme automatiquement les références.
- Insérer une infobox (cadre d'informations à droite) n'est pas obligatoire pour parachever la mise en page.

Pour une aide détaillée, merci de consulter Aide:Wikification.
Si vous pensez que ces points ont été résolus, vous pouvez retirer ce bandeau et améliorer la mise en forme d'un autre article.
Atthaphan Phunsawat est un acteur thaïlandais.

## Biographie
Gun Atthaphan est entré très jeune dans l'industrie du divertissement, soutenu par sa mère, qui l'a aidé à auditionner pour des sociétés cinématographiques. C'est ainsi qu'il devint le premier lauréat du Boy Model Compétition 2003.
Son premier rôle principal a été en 2004 dans Gomin, l'une de ses œuvres les plus populaires en Thaïlande. Ce feuilleton folklorique était très populaire lorsqu'il a été diffusé, et a poussé Gun à devenir un enfant acteur connu à l'âge de neuf à dix ans. Depuis lors, il a été continuellement actif dans l'industrie en participant à un grand nombre de séries télévisées de Channel 7 et Channel 3 tout au long de son enfance.
C'est dans le domaine du cinéma que Gun a commencé à se démarquer. Particulièrement dans le genre dramatique. Il a été remarqué dans des productions alternatives telles que Slice de Kongkiat Khomsiri (2009). Gun a surpris le public dans ce thriller thaïlandais dans lequel il incarne un adolescent maltraité. Il a par la suite été nommé pour le meilleur second rôle aux 7e Chalerm Thai Awards (2010) et a remporté le prestigieux prix du Suphannahong National Film Awards.
Une autre production qui lui a valu du prestige pour ses prouesses d'acteur est le film d'Anucha Boonyawatana The Blue Hour (2015), dans le rôle de Tam. Ce rôle lui a valu une nomination pour le meilleur acteur aux prix Suphannahong. Il a également remporté la performance de l'année aux prix Bioscope 2015 aux côtés de sa co-star Oabnithi Wiwattanawarang (en) (Oab).
Gun a signé avec GMMTV en 2016, où il s'est fait connaître pour avoir joué le rôle de Rome dans Senior Secret Love: Puppy Honey (2016), et la suite de ce dernier avec l'acteur Jumpol Adulkittiporn (en) (Off). La forte alchimie entre les deux acteurs les a amenés à héberger des programmes web, et à sortir le single Too Cute To Handle. Ils tiennent également les rôles principaux dans les drames romantiques BL Theory of Love (2019) et Not Me (2021). Ensemble, Off et Gun ont reçu de nombreux prix pour le meilleur couple BL lors des prix Maya (en) (2018, 2019) et des prix LINE TV (2019, 2020).
Gun a également été acclamé pour sa performance dans le rôle de Punn dans The Gifted (2018), pour lequel il a remporté le prix de la meilleure scène de combat aux prix LINE TV (2019) et pour le prix du meilleur acteur second rôle aux 24e prix de la télévision asiatique (2020).
Outre sa carrière d'acteur, Gun possède aussi la marque de vêtements GENTE, en plus d'être copropriétaire de la marque de vêtements Too Cute To Be Cool avec les actrices Alice Tsoi et Nichaphat Chatchaipholrat (Pearwah).

## Filmographie

### Cinéma
- 2008 : Pirate de la mer perdue : Patte[1]
- 2009 : Slice (thaï : เฉือน / Cheun) : Nat, enfant (นัท บุญหล้า ; เด็ก)[2]
- 2011 : Ne m'oublie pas : Tharn[2]
- 2012 : 407 Vol sombre : Tee[2]
- 2014 : OT le film : ô[3],[4]
- 2014 : Chocolat Amer : James[5]
- 2015 : The Blue Hour (อนธการ / Onthakan / L'heure bleue) : Tam[6]
- 2015 : Je t'aime, je t'aime : Gump[7]
- 2017 : Playboy et la bande de cerise : James[8]
- 2022 : La reine des serpents[9]

### Télévision
- 2003 : Benja Keta Kwarm Ruk : Young Pupa
- 2004 : Fai Nai Wayu : Graigoon/Young Noi
- 2004 : Pha Mai
- 2004 : Poot Pitsawat : Ghost Boy
- 2004 : Gomin : Young Gomin
- 2005 : Kerd Tae Tom
- 2005 : คนนี้แหละพ่อเรา This Person is our Father : One/Two (Twins)
- 2005 : Chaloey Barb
- 2006 : Koh Kaya Sith : Young Phumin
- 2006 : Thee Trakoon Song : Young Fuu
- 2006 : Sood Ruk Sood Duang Jai : Young Likit
- 2007 : Gong Jak Lai Dok Bua : Pariwat/Young Wat
- 2007 : Hoop Kao Kin Kone : Young Woraman
- 2008 : Botan Gleep Sudtai : Young Danai
- 2009 : Khun Mae Jum Lang : Porto's classmate
- 2009 : Mae Ka Khanom Wan : Young Wacharawat
- 2009 : Jao Por Jum Pen Kub Jao Nu Ninja : Ninja
- 2012 : Fruits From Different Trees : X
- 2013 : Baan Bor Kor Tag : Tin
- 2014 : ThirTEEN Terrors : Tam
- 2015 : Riddles ปริศนาอาฆาต Pritsana Akhat : Pachara
- 2015 : Nong Mai Rai Borisut : Ghost
- 2016 : Little Big Dream
- 2016 : Senior Secret Love: Puppy Honey : Rome
- 2017 : Senior Secret Love: Puppy Honey 2 : Rome
- 2017 : Secret Seven : Liftoil
- 2017 : Teenage Mom: The Series : Dentiste
- 2017 : SOTUS S: The Series : Drunk boy
- 2018 : The Gifted : Punn Taweesilp[10]
- 2018 : Our Skyy : Rome[11]
- 2019 : Theory of Love : Third[12]
- 2020 : Club Sapan Fine : Ko[13]
- 2020 : The Gifted: Graduation : Punn Taweesilp
- 2020 : I'm Tee, Me Too : T-Rex[14]
- 2020 : The Shipper
- 2020 : Theory of Love: Special Episode "Stand By Me" : Third
- 2021 : Not Me : White/Black
- 2022 : The War of Flowers : Non
- 2022 : Club Sapan Fine 2 : Ko
- 2022 : Three Brothers : Ashira
- 2022 : Home school
- 2025 : Burnout Syndrome

### Vidéoclips
- 2013 : Demain je serai ta copine de Kulmat Limpawutwaranon : Garçon nerd
- 2016 : babillage secret (Senior Secret Love: Puppy Honey OST) de Songkran : Rome
- 2017 : S'échapper (Senior Secret Love: Puppy Honey 2 OST) de Worranit de Thawornwong : Rome
- 2017 : Je vous assure, il n'y a que vous (Senior Secret Love: Puppy Honey 2 OST) de Achirawit Saliwathana : Rome
- 2017 : Quel genre de personne devraient-ils être ? (Secret Sept OST) de Bambam Niwirin : Huile de levage
- 2018 : Comprenez vous? (Notre OST Skyy) de Pattadon Janngeon : Rome
- 2019 : Le plus grand silence de Jumpol Adulkittiporn et Attaphan Phunsawat : Troisième
- 2019 : Faux protagoniste (Theory Of Love OST) de Getsunova : Troisième

## Discographie

### Simple
- 2005 : Dek Dee (Cette personne est notre père OST) d'Atthaphan Phunsawat

Artistes divers
- 2019 : Le plus grand silence de Jumpol Adulkittiporn et Atthaphan Phunsawat
- 2020 : ไม่รักไม่ลง (Trop mignon à gérer) de Jumpol Adulkittiporn et Atthaphan Phunsawat